# Le Gerfaut (série télévisée)
Pour les articles homonymes, voir Le Gerfaut (homonymie).
Le Gerfaut est un feuilleton télévisé français en dix épisodes de 52 minutes, réalisé par Marion Sarraut d'après l'œuvre de Juliette Benzoni, Le Gerfaut des brumes, et diffusé à partir du 8 juillet 1987 sur TF1, et rediffusé à partir du 20 février 1989.

## Synopsis
Bretagne, 1779. Gilles Goëlo est un beau jeune homme en conflit avec sa mère ; elle l'appelle " le bâtard", lui cache l'identité de son père et le destine à être curé de campagne. mais Gilles veut découvrir le monde et… les femmes. Il vient justement de sauver de la noyade la charmante Judith de Saint-Mélaine et en tombe amoureux. Toujours désireux d'embarquer pour les Amériques, Gilles va voir l'abbé de Thalhouët, son parrain, qui lui apprend le secret de sa naissance…

## Distribution

### Acteurs principaux
- Laurent Le Doyen : Gilles Goëlo, chevalier de Tournemine
- Marianne Anska : Judith de Saint-Mélaine
- Jean-François Poron : L'abbé de Talhouët
- Blanche Raynal : Marie-Jeanne Goëlo
- Pierre Marzin : Tudal de Saint-Mélaine
- Frédéric Witta : Morvan de Saint-Mélaine
- Patrice Alexsandre : Axel de Fersen
- Marion Peterson : Anne de Balbi
- Christian Rauth : le vicomte de Noailles
- Benoît Allemane : George Washington
- Hervé Bellon : le Cardinal de Rohan
- Philippe Clay : le baron von Winkleried
- Jean-Pierre Delamour : Pongo
- Bernard Dhéran : Pierre-Augustin Caron de Beaumarchais
- Isabelle Guiard: Marie-Antoinette	et Olivia
- Odette Laure : Mademoiselle Marjon
- Georges Montillier : le Comte de Cagliostro
- Vincent Solignac : Louis XVI
- Michel Such : Monsieur
- France Zobda : Sitapanoki
- Jacques Brucher : le Duc de Chartres
- Florence Jaugey : Aglaë d'Hunolstein
- Yves Pignot : le Comte de Rochambeau
- Christian Sterne : le Comte de la Motte-Valois
- Claudine Ancelot : Jeanne de la Motte-Valois
- Yvon Cousquer : Réteaux de Villette
- Philippe Brizard : le joaillier Bassange
- David Gabison : le joaillier Boehmer
- Bernard Waver : Jean-Charles-Pierre Lenoir
- Frank Poumeyreau : le baron de Breteuil

### Acteurs secondaires
- Dora Doll : Rozenn
- Muriel Ramos : Thérèse de Willermaulaz
- Marc Dumetier : le comédien Préville
- Stéphane Fey : Thomas Jefferson
- Gérard Chambre : l'Amiral John Paul Jones
- Tony Librizzi : le Prince de Caramanico
- Philippe Bellay : le Comte de Châteaugiron
- Gérard Sergue : Calvacanti
- Alain Libolt : Job Kernoa
- Dominique Andrieux : La sœur tourière
- Annie Savarin : Mademoiselle Colson
- Philippe Nahon : Le braconnier Guégan
- Sophie de La Rochefoucauld : Manon
- Laurence Vincendon : Madame Campan
- Van Doude: Pierre de Tournemine
- Michel Tugot-Doris : le Suisse Anatole
- Jean Haas : Joël Gauthier
- Hugues Profy : Pierre Gauthier
- Marie-Noëlle Chevallier : Anna Gauthier
- Virginie Demians : Madalen Gauthier
- Yves Arcanel le marquis de Talhouët
- Sylvain Lemarié : le médecin Corvisart
- Fernand Guiot : Maître Maublanc
- Jean-Claude Jay : le régisseur Simon Legros
- René Lefèvre-Bel : le sous-principal
- Éric Chabot : Jean-Pierre Querelle
- Charlie Nelson : Le Nantais
- Alain Flick : Moadan
- Gwen Lebret : Ferronnet
- Claude Carliez : l'écuyer Jérôme Briant
- Stéphane Gildas : l'aubergiste Briant
- Paul Rieger : l'aubergiste de Ploërmel
- Jean-Pierre Vaguer : l'hôtelier Nicolas Carton
- Angelo Bardi : Maître Hue
- Marianne Moinot : la veuve Ratinois
- Léa Gabriele : Fanchon

## Fiche technique
- Format original : 10 x 50 minutes
- Format DVD : 15 x 52 minutes
- Rediffusion : 30 x 26 minutes

- Réalisation : Marion Sarraut
- Production : Catherine Jurquet et Andrée Delfosse
- Scénario : Juliette Benzoni et Jean Chatenet
- Photographie : Francis Junek
- Musique : Jean-Paul Guiot et David Mac Land
- Montage : Jean-Claude Fourche
- Décors : Bernard Thomassin, Pierre Soula
- Costumes : Josette Verrier
- Maîtres d'armes :  Claude et Michel Carliez
- Conseiller équestre  : André Couture